# Hispano-Suiza H6
La H6 è un'autovettura prodotta dal 1919 al 1932 dalla Casa automobilistica spagnola Hispano-Suiza.

## Profilo e storia
Il progetto per la realizzazione della H6 cominciò già nel 1914, anno in cui temporaneamente fu lanciata la T26, una vettura che avrebbe dovuto fungere sia da cuscinetto per l'imminente uscita di produzione della Alfonso XIII, sia da intermediaria tra due modelli di cilindrata così differente tra loro, come appunto la uscente Alfonso XIII e la futura H6. Infatti nelle intenzioni di Marc Birkgit vi era quella di creare una vettura più lussuosa e dalle mire più esclusive di quelle della Alfonso XIII.
Lo scoppio della prima guerra mondiale interruppe però il corso di questo progetto, che comunque riprese nel 1918, al termine del conflitto stesso. I lavori ripreso in maniera molto febbrile e già alla fine del 1919, al Salone di Parigi (il primo Salone automobilistico dopo la fine della guerra), la nuova vettura fu svelata.
La H6 colpì tutti per la sua imponenza, la sua regale eleganza e la raffinatezza della sua meccanica. Come al solito, solo il telaio veniva venduto al cliente, il quale provvedeva poi separatamente a farlo carrozzare dai migliori carrozzieri in voga all'epoca, come Kellner ed Erdmann & Rossi.
La H6 fu la prima Hispano-Suiza a montare sul radiatore il famoso stemma a forma di cicogna. Tale stemma era infatti l'emblema di uno squadrone di aviazione francese attivo durante la guerra, il quale montava motori Hispano-Suiza. Alcune soluzioni aeronautiche furono tra l'altro applicate anche al motore da 6.6 litri della H6.
La popolarità della H6 crebbe notevolmente presso gli ambienti più esclusivi e le ordinazioni divennero consistenti, sempre relativamente al tipo di mercato possibile per questo modello.
Già nel 1922 fu lanciata una variante della H6, denominata H6B, con alcuni interventi meccanici in più. Sia la H6 che la H6B divennero quindi molto famose e si posero in diretta concorrenza sia con le Rolls-Royce che con le Isotta Fraschini dell'epoca.
Nel 1925, la gamma H6 fu arricchita con l'arrivo della H6C, dotata di un nuovo motore da 8 litri. Tale versione fu lanciata per commemorare il successo della Hispano-Suiza nella Coppa Boillot.
La gamma della H6 si avviò quindi alla fine degli anni venti senza più modifiche di rilievo. Arrivata a questo punto cominciò a soffrire gli effetti di una concorrenza sempre più spietata, anche da parte delle grosse vetture americane, come le Duesenberg, visto che molte Hispano-Suiza furono destinate oltreoceano. Furono avviati quindi i progetti per la vettura che avrebbe dovuto sostituire la H6, che doveva essere ancor più grande ed esagerata. Nel 1932, poco dopo l'arrivo della J12, la H6 fu pensionata definitivamente.

## Meccanica

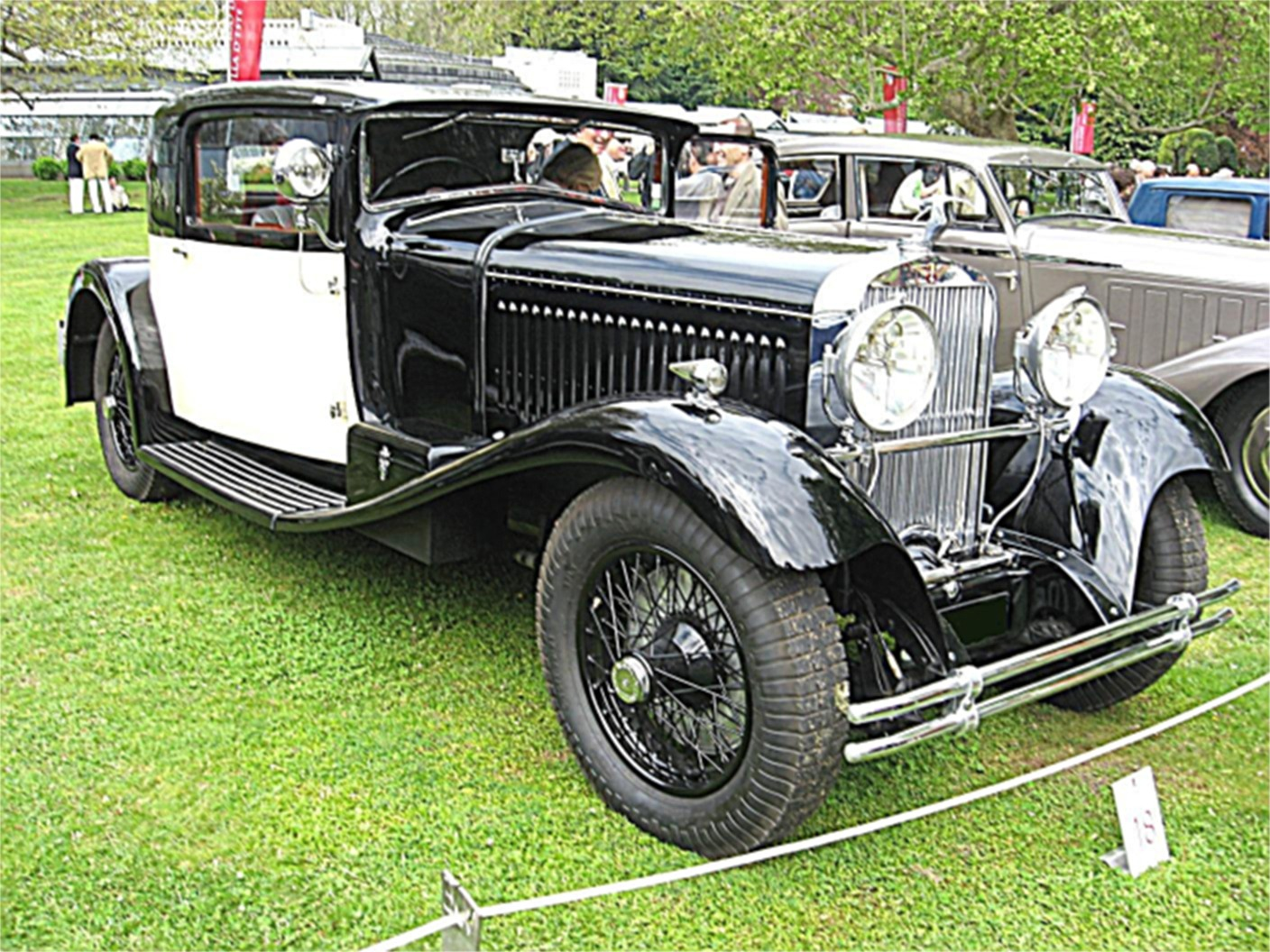
Una H6C carrozzata da Van Vooren

La meccanica della H6 era un grosso gioiello, per via delle raffinatezze tecniche che all'epoca erano di gran spicco. Il motore era inizialmente un 6 cilindri da 6597 cm³ costruito sulla base delle esperienze in campo aeronautico maturate durante la Prima Guerra Mondiale. Da tali esperienze, il motore della H6 eredita l'intero gruppo propulsore in lega leggera, con canne cilindri avvitate al basamento e la distribuzione che seguiva uno schema brevettato dalla stessa Hispano-Suiza, sempre in base ad alcune soluzioni aeronautiche. A queste raffinatezze tecniche fa da contrappunto alcuni nei, come il sistema di aspirazione e l'alimentazione, che non erano ottimali. Ciononostante, la H6 riusciva a spuntare delle ottime prestazioni per l'epoca e fu anche utilizzata in campo sportivo, ottenendo anche alcuni successi di spicco. La potenza massima era di 135 CV a 3000 giri/min e la velocità massima era di quasi 130 km/h.
La trazione era posteriore, mentre il cambio era manuale a sole 3 marce.
Per quanto riguardava l'impostazione telaistica, su uno chassis costituito da due longheroni a U uniti da tre traverse vennero montati un impianto frenante a tamburo sulle quattro ruote. Le sospensioni erano anteriormente ad asse rigido, balestre ed ammortizzatori a frizione. Anche il retrotreno era piuttosto elementare, con un ponte rigido, balestre e tubi di torsione, sostituiti in seguito da ammortizzatori a frizione.
La H6B non si discostava molto dalla prima H6 e proponeva alcune migliore meccaniche, come l'innalzamento della potenza massima a 135 CV, con conseguente aumento della velocità massima a 135 km/h.
Maggiori novità invece erano presenti nella H6C, nella quale il motore originale fu sostituito da un nuovo motore da 7983 cm³ in grado di erogare fino a 160 CV di potenza massima a soli 2000 giri/min. La velocità massima crebbe fino a 150 km/h. Le versioni da competizione arrivavano però fino a 200 CV. La H6C fu il top di gamma della H6, la versione più sportiva e costosa e fu infatti prodotta in pochi esemplari.